# Albert Knoevenagel

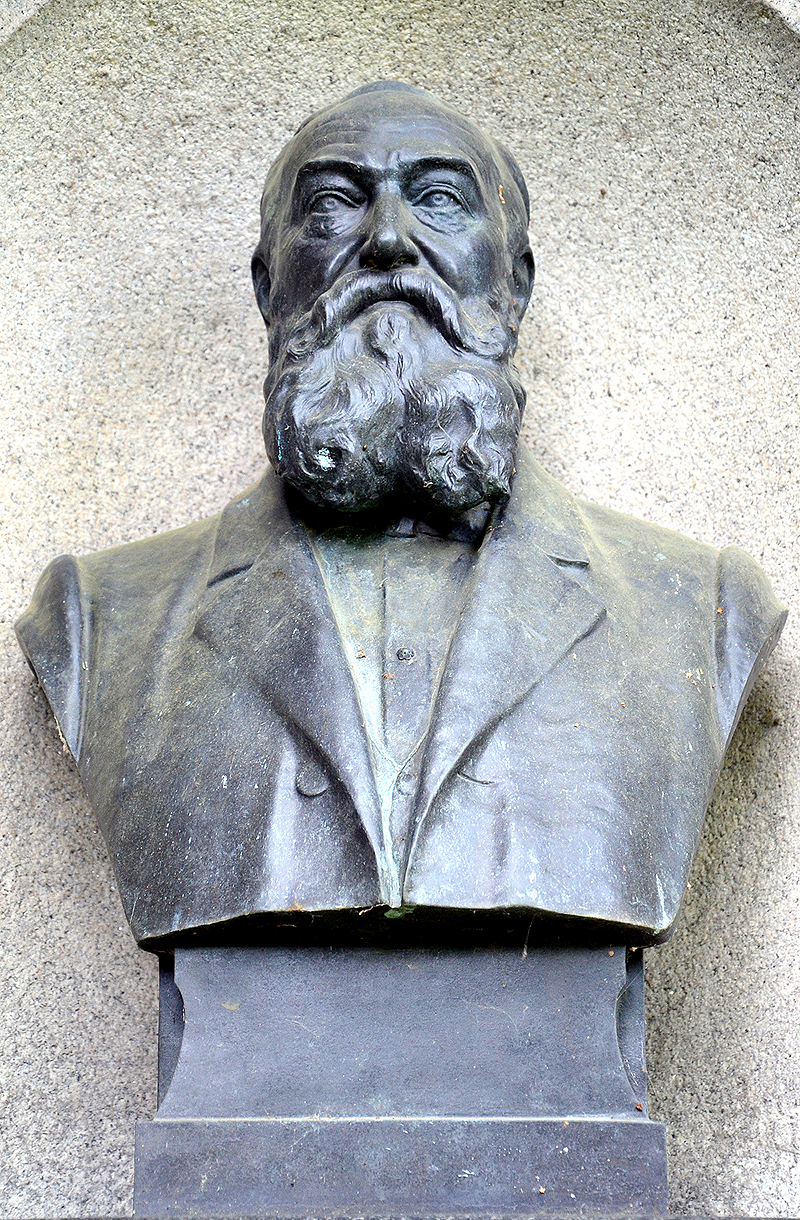
Büste Albert Knoevenagels aus der Werkstatt der Aktien-Gesellschaft Gladenbeck

Albert Knoevenagel (* 23. Juli 1825 in Landsberg an der Warthe; † 27. Mai 1907 in Hannover) war ein deutscher Schlosser, Schmied, Ingenieur, Maschinenfabrikant, Erfinder und Politiker. Er gilt als „einer der Pioniere des deutschen Ingenieurwesens“ und war – gemeinsam mit Conrad Bube – Mitbegründer des Vorläufers des TÜVs.

## Familie

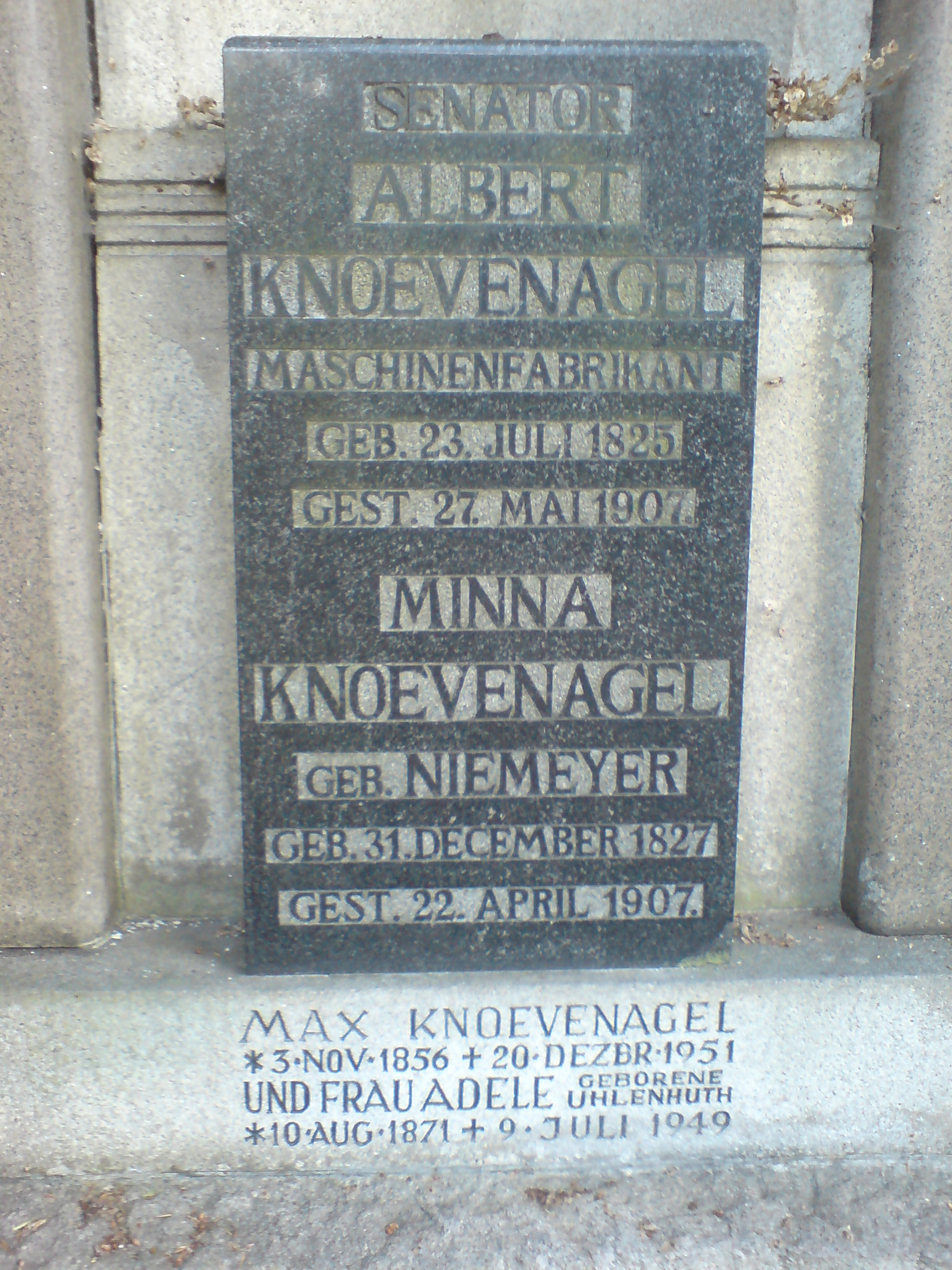
Grabinschrift Senator Albert Knoevenagel,...Minna Niemeyer, Max ...und Adele Uhlenhuth.

Albert Knoevenagel war der Sohn eines Justizbeamten. Aus den Grabinschriften des Familiengrabes auf dem Stadtfriedhof Engesohde lässt sich auf die Ehe mit Minna Niemeyer (* 31. Dezember 1827; † 22. April 1907) schließen. Ferner finden sich dort die Namen Max Knoevenagel (Sohn), verheiratet mit Adele Uhlenhuth. Daneben sind weitere Lebensdaten mit den Namen Mehrhardt, van Hoorn und Cramer eingraviert.
Der Chemiker, Stenograf, Unternehmer und Händler für Fotobedarf Julius Knoevenagel (1832–1914) war Albert Knoevenagels Bruder.

## Werdegang

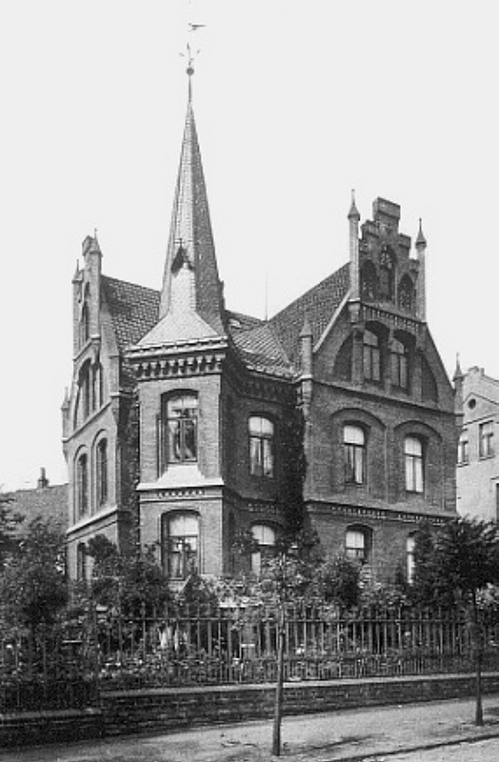
Die ursprüngliche Villa Knoevenagel; unbeschädigt auf einem Foto um 1900;
Fotografie in Privatbesitz

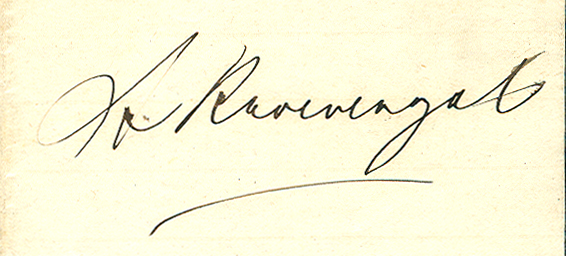
1890: Unterschrift von Albert Knoevenagel

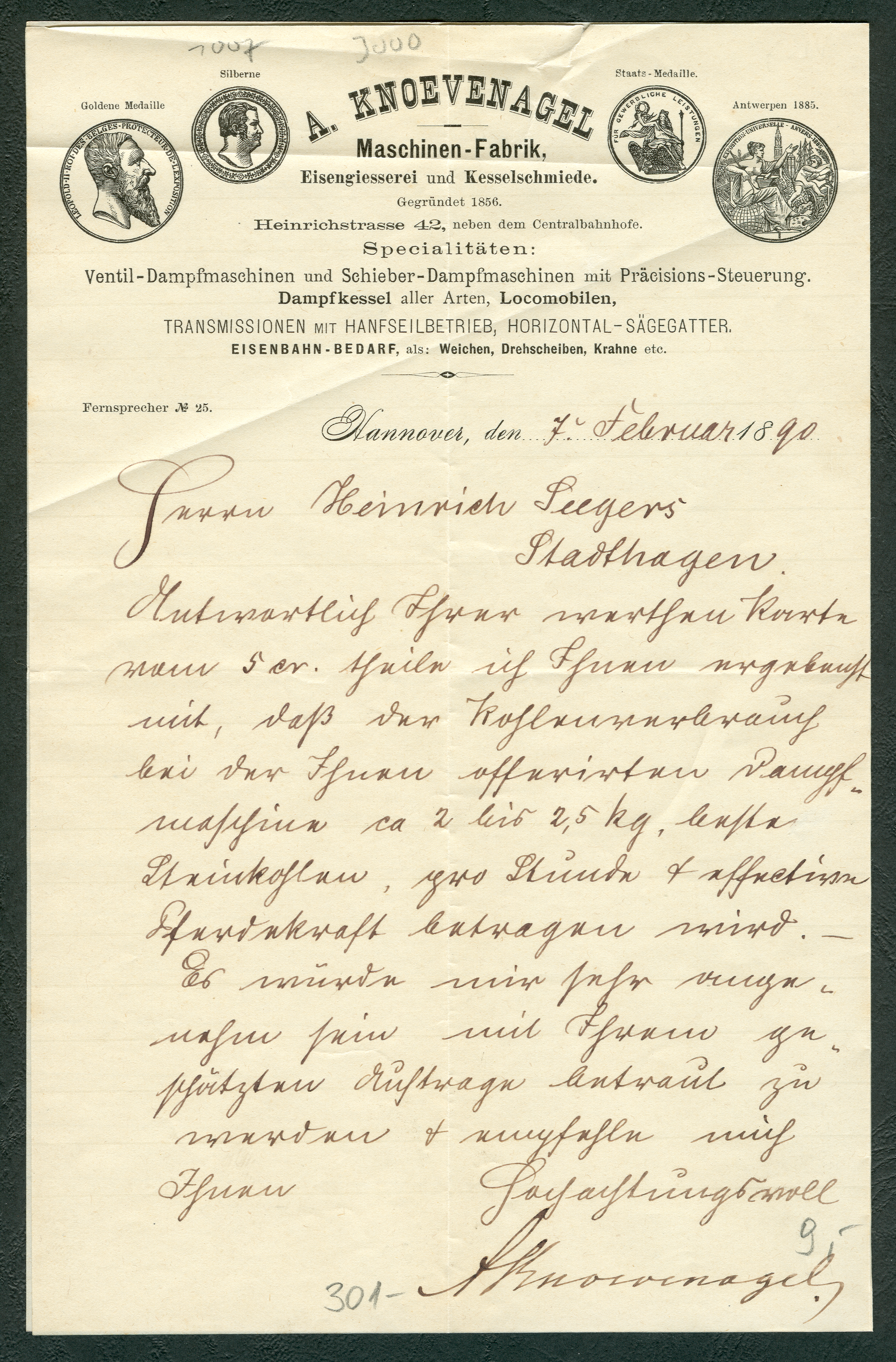
Februar 1890: Brief der „A. Knoevenagel Maschinenfabrik...“

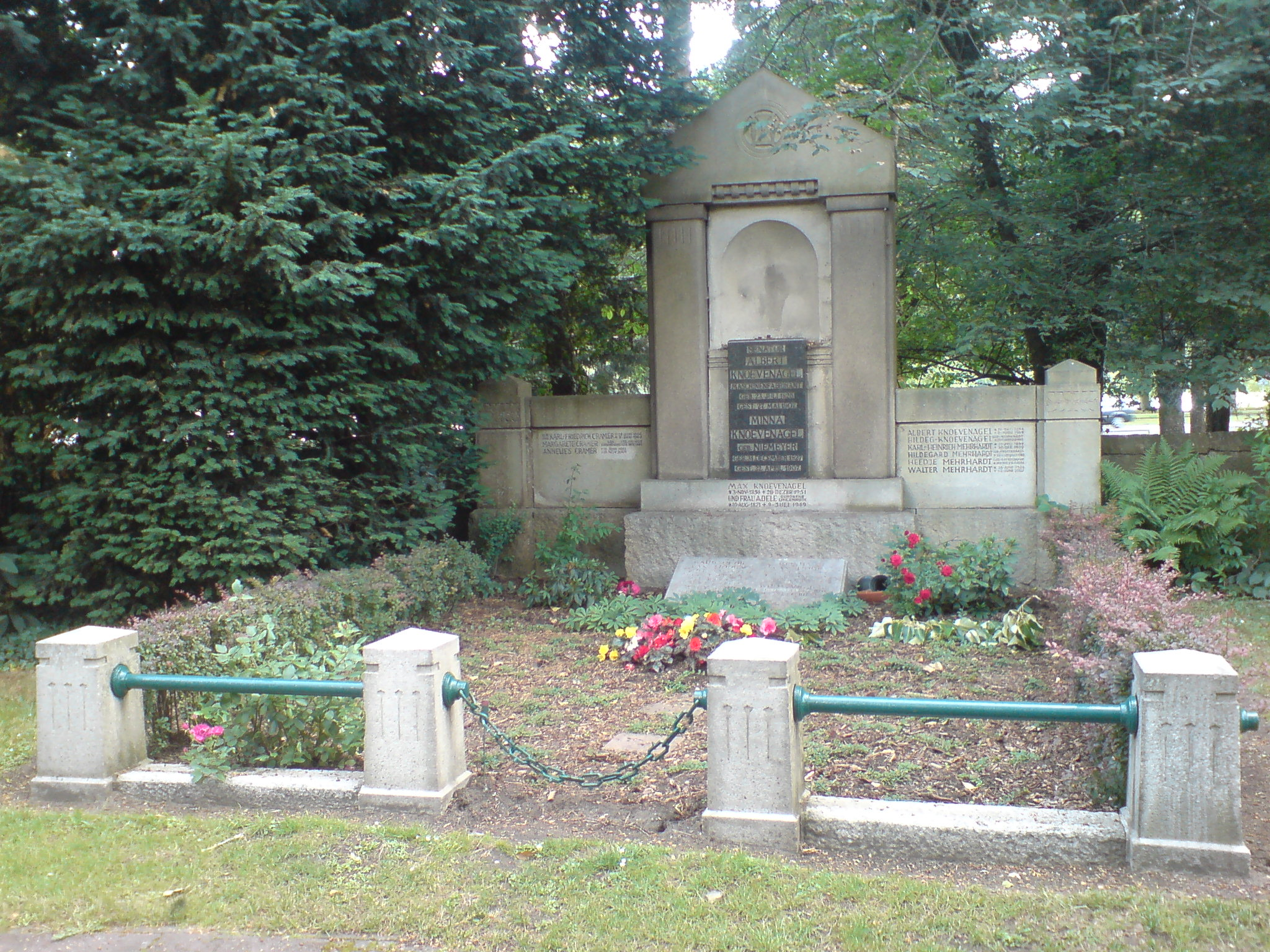
Familiengrab Knoevenagel auf dem Stadtfriedhof Engesohde

Albert Knoevenagel absolvierte eine Ausbildung als Schlosser und Schmied und besuchte anschließend die Gewerbeakademie in Berlin.
In Berlin war er danach unter August Borsig und Franz Anton Egells tätig, um dann zwei Jahre in der Maschinenfabrik von Georg Egestorff in Linden zu arbeiten. Mit dem Arbeitszeugnis als „besonders guter und brauchbarer Arbeiter“ wanderte Knoevenagel dann zu Fuß von Hannover nach Chemnitz, in die Schweiz und nach Südfrankreich. Darüber hinaus war Knoevenagel kurzzeitig in der hannoverschen Eisenbahnwerkstatt hinter dem Hauptbahnhof tätig und sammelte als Betriebsleiter der Wagenfabrik Lücke Erfahrungen im Bau von Güterwagen.
Am 6. April 1856 gründete Knoevenagel in der Falkenstraße die Maschinenfabrik A. Knoevenagel in Linden vor Hannover. Von dort verschaffte er sich mit seinen „eigenen Konstruktionen schnell einen weit über Hannover hinausgehenden Ruf“.
1870 wurde Knoevenagel zum Mitgründer des Bezirksvereins Hannover des Vereins Deutscher Ingenieure (VDI), von dem er 1880 zum Vorsitzenden gewählt und 1905 zum Ehrenmitglied ernannt wurde. Parallel dazu war er 1873 Mitbegründer des „Vereins für die Überwachung von Dampfkesseln“ (dem Vorläufer des heutigen TÜVs), wurde im selben Jahr auch zu dessen Vorsitzendem gewählt und behielt diese Funktion 34 Jahre lang bis zu seinem Tode inne. Daneben war Knoevenagel viele Jahre bürgerlicher Senator.
1907 starb Albert Knoevenagel und wurde auf dem Stadtfriedhof Engesohde beigesetzt. Am Familiengrab findet sich seine Büste aus der Berliner Werkstatt der Aktien-Gesellschaft Gladenbeck.
Nach Knoevenagels Tod blieb das von ihm gegründete Unternehmen noch drei Generationen in der Hand der Familie.

## Auszeichnungen und Ehrungen
Albert Knoevenagel wurde mit zahlreichen Auszeichnungen geehrt.
- 1860 erhielt er eine Medaille während einer Ausstellung in Besançon für ein Sägegatter und
- 1862 ebenfalls eine auf der Weltausstellung in London.[5]

Später erhielt er
- 1885 die Goldmedaille auf der Weltausstellung in Antwerpen und
- 1890 die Silbermedaille auf der Gewerbeausstellung in Bremen.[3]

Der 1956 angelegte Knoevenagelweg im Stadtteil Hainholz wurde nach dem Adressbuch der Stadt Hannover von 1957 „nach dem ehemaligen Inhaber der (seinerzeit) seit über 100 Jahren bestehenden hannoverschen Firma A. Knoevenagel“ benannt.